# Billaea interrupta
Billaea interrupta là một loài ruồi trong họ Tachinidae.